# Лут, Николай Евсеевич
Николай Евсеевич Лут (1918—1944) — старший сержант Рабоче-крестьянской Красной Армии, участник Великой Отечественной войны, Герой Советского Союза (1944).

## Биография
Николай Лут родился 1 апреля 1918 года в селе Малые Карасы (ныне — территория Восточно-Казахстанской области Казахстана). После окончания семи классов школы работал в колхозе. В июне 1941 года Лут был призван на службу в Рабоче-крестьянскую Красную Армию. С августа 1943 года — на фронтах Великой Отечественной войны, был помощником командира взвода 218-го гвардейского стрелкового полка 77-й гвардейской стрелковой дивизии Воронежского фронта. Отличился во время битвы за Днепр.
В ночь с 26 на 27 сентября 1943 года Лут переправился через Днепр в районе Чернигова и принял активное участие в боях за захват и удержание плацдарма противника, неоднократно вступал в рукопашные схватки, уничтожил большое количество солдат и офицеров противника, способствовал захвату передних траншей.
Указом Президиума Верховного Совета СССР «О присвоении звания Героя Советского Союза генералам, офицерскому, сержантскому и рядовому составу Красной Армии» от 15 января 1944 года за «образцовое выполнение боевых заданий командования по форсированию реки Днепр и проявленные при этом мужество и героизм» гвардии старший сержант Николай Лут был удостоен высокого звания Героя Советского Союза с вручением ордена Ленина и медали «Золотая Звезда» за номером 2933.
11 апреля 1944 года Лут погиб в бою. Похоронен на станции Игнатполь Овручского района Житомирской области Украины.
Был также награждён орденом Красной Звезды.